# Roman Jańczyk
Roman Jańczyk (ur. 10 marca 1903 w Rudzie Pabianickiej, zm. 18 maja 1980 w Łodzi) – polski piłkarz, pomocnik.
Był pierwszoligowym piłkarzem ŁKS Łódź. W reprezentacji Polski wystąpił tylko raz, w rozegranym 2 października 1932 spotkaniu z Łotwą, które Polska wygrała 2:1. 
Jego syn Wiesław także był piłkarzem, reprezentantem kraju.
Został pochowany na cmentarzu parafialnym Łódź-Ruda.